# Saint-Elphège
Saint-Elphège är en kommun av typen socken (municipalité de paroisse) i provinsen Québec i Kanada. Den ligger i regionen Centre-du-Québec, i den sydöstra delen av landet, 240 km öster om huvudstaden Ottawa.